# Los Thornberrys
Los Thornberrys (The Wild Thornberrys en inglés) es una serie infantil de dibujos animados estadounidense producida y creada por Nickelodeon, que narra las aventuras de una familia que viaja por el mundo con el objetivo de hacer documentales sobre la naturaleza y la vida salvaje.

## Trama
Trata del recorrido de Nigel y Marianne Thornberry, alrededor del mundo con su familia que hace documentales sobre la fauna, con Nigel como narrador y Marianne como camarógrafa. La familia tiene tres niños: sus hijas Deborah y Eliza, un niño salvaje adoptado llamado Donnie y un chimpancé llamado Darwin. Las aventuras también giran sobre todo en torno a Eliza que tiene la capacidad de hablar con los animales. La serie ocurre dentro del mismo universo de los Rugrats.

## Personajes
- Elizabeth "Eliza" Thornberry, (con la voz de Lacey Chabert en Inglés) (Irina Índigo 1ª-2ª y Yensi Rivero 3ª-5ª en Español), la hija menor, es la protagonista de la serie la cual es una niña de 12 años que un día salvó a un jabalí que resultó ser un chamán africano, el cual agradecido decidió cumplirle su sueño de hablar con todos los animales del mundo pero con el trato de mantenerlo en secreto. Solamente su hermana Debbie conoce el secreto de Eliza de poder hablar con los animales después de los acontecimientos de la película y a partir de la 5ª temporada. Aunque Eliza y su hermana Debbie se pelean de vez en cuando, se quieren mutuamente.
- Deborah "Debbie" Thornberry, (con la voz de Danielle Harris en Inglés) (Edylu Martínez en Español), la hija mayor de 16, quien es la típica adolescente, que desea una vida suburbana normal y mantenerse alejada de la selva, también se percata de las aventuras de su hermana alejada. Después de los acontecimientos de la película,  ella se convierte en el único miembro de la familia que conoce el poder de Eliza, pero se le advierte que se convertirá en un mandril si alguna vez se lo cuenta a alguien.  Debbie viste ropa de los años 90 y tiene un peinado largo y ondulado.  A diferencia de Eliza, a Debbie no le gusta viajar y no quiere nada más que vivir en la civilización y hacerse amiga de gente de su edad.
- Donald "Donnie" Thornberry, (con la voz de Flea en Inglés) (Astrid Fernández en Español), el hijo adoptivo, fue encontrado por la familia en las selvas de Borneo donde fue criado por orangutanes, luego de que sus padres biológicos fueran asesinados por unos cazadores furtivos (al estilo Tarzán). Este "niño salvaje" habla en forma muy veloz e incoherentemente.

## Episodios
| Temporada | Temporada | Episodios | Lanzamiento en DVD       | Estreno                  | Cierre              |
| --------- | --------- | --------- | ------------------------ | ------------------------ | ------------------- |
|           | 1         | 20        | 17 de mayo de 2011       | 1 de septiembre de 1998  | 1 de abril de 1999  |
|           | 2         | 37        | 8 de noviembre de 2011   | 16 de agosto de 1999     | 27 de marzo de 2000 |
|           | 3         | 20        | 11 de junio de 2013      | 12 de septiembre de 2000 | 14 de mayo de 2001  |
|           | 4         | 6         | 10 de septiembre de 2013 | 18 de agosto de 2001     | 1 de junio de 2002  |
|           | 5         | 8         | 10 de septiembre de 2013 | 3 de febrero de 2003     | 11 de junio de 2004 |

## Reparto
| Personaje            | Actor de voz (EE. UU.) | Actor de doblaje (Latinoamérica) | Actor de doblaje (España) | Temporadas |
| -------------------- | ---------------------- | -------------------------------- | ------------------------- | ---------- |
| Eliza Thornberry     | Lacey Chabert          | Irina Indigo                     | Cristina Yuste            | 1ª-2ª      |
| Eliza Thornberry     | Lacey Chabert          | Yensi Rivero                     | Cristina Yuste            | 3ª-5ª      |
| Darwin               | Tom Kane               | Luis Miguel Pérez                | Juan d'Ors                | 1ª-2ª      |
| Darwin               | Tom Kane               | Rubén León                       | Juan d'Ors                | 3ª-5ª      |
| Debbie Thornberry    | Danielle Harris        | Edylu Martínez † (diálogos)      | Milagros Fernández        | 1ª-5ª      |
| Debbie Thornberry    | Danielle Harris        | Lilo Schmid (canciones)          | Milagros Fernández        | 1ª-5ª      |
| Nigel Thornberry     | Tim Curry              | Esteban García                   | Antonio Villar            | 1ª-5ª      |
| Marianne Thornberry  | Jodi Carlisle          | Citlalli Godoy                   | Maite Tajadura            | 1ª-5ª      |
| Donnie               | Flea                   | Astrid Fernández                 |                           | 1ª-5ª      |
| Abuela Sophie        | Betty White            | Livia Méndez                     |                           | 1ª-5ª      |
| Tyler Tucker         | Jonathan Taylor Thomas | Carlos Arraiz                    |                           | 1ª-5ª      |
| Shane                | Christopher Masterson  | Ezequiel Serrano                 |                           | 5ª         |
| Estudio de doblaje   | Salami Studios         | M&M Studios                      |                           | 1ª-5ª      |
| Dirección de doblaje |                        | Rubén Capella                    |                           | 1ª-5ª      |

## Películas

### The Wild Thornberrys: The Origin of Donnie
Lanzada como una película de televisión en 2001, se explora la vida de Donnie antes de ser encontrado por los Thornberrys.

### Los Thornberrys: La película
Tras el éxito de esta serie Klasky Csupo lanzó una película en 2002 llamada Los Thornberrys: La película. Esta película se volvió famosa debido a la trama. La película sigue a Eliza Thornberry en su búsqueda para rescatar a un cachorro de guepardo bebé llamado Tally de los cazadores furtivos despiadados.
Se abrió en la taquilla de Estados Unidos el 20 de diciembre de 2002, tuvo un presupuesto de $35 millones de dólares, y logró una recaudación en taquilla de $60,7 millones. La película fue nominada a un Óscar a la Mejor Canción por "Padre e hija", de Paul Simon, pero perdió frente a Lose Yourself de Eminem para la película 8 Mile.

### Rugrats: Vacaciones Salvajes
Rugrats: Vacaciones Salvajes es una película de 2003 en donde se cruzan las series Rugrats y The Wild Thornberrys. La película fue producida por Nickelodeon Movies y Klasky Csupo, fue estrenada en los cines el 13 de junio de 2003 por Paramount Pictures. Obtuvo una recaudación mundial de $55,4 millones de dólares.
La trama se centra en los personajes de Rugrats, ellos están en un destartalado barco que el padre de Tommy ha alquilado en el Mar de China Meridional. El barco se hunde, lo que les deja abandonados en una pequeña isla. En la misma isla, pero del otro lado, se encuentra la famosa familia trotamundos, los Thornberrys, que están ahí para filmar la pantera nebulosa.
Los bebés comienzan a buscar a la familia ya que creen que estarán en la isla (y como se ve al inicio de la película, Nigel es el ídolo de Tommy). En algún lugar del camino, Chuckie se pierde y se encuentra con el niño salvaje de los Thornberrys, Donnie. Mientras tanto, Eliza Thornberry está explorando la selva y se encuentra con Spike, el perro de Rugrats. Ya que Eliza puede hablar con los animales, Spike le dice que los niños están perdidos en algún lugar de la isla. Mientras tanto Nigel encuentra a los bebés perdidos. Él intenta llevarlos de regreso con sus padres, pero sufre un accidente y un coco le pega en la cabeza, provocándole amnesia. Mientras Angélica se encuentra con Debbie, la hija adolescente de los Thornberry, y se va con ella en la casa rodante todoterreno causando daños.